# Mistrzostwa Afryki w Piłce Siatkowej Kobiet 1991
VIII Mistrzostwa Afryki w piłce siatkowej – turniej rozegrany w Kairze w Egipcie w 1991 roku, po raz pierwszy w historii wygrały Kenijki, które wyprzedziły reprezentantki gospodarzy i Kamerunu.

## System rozgrywek
1. Egipt
2. Kenia
3. Tunezja
4. Ghana
5. Kamerun
6. Demokratyczna Republika Konga
7. Madagaskar
8. Etiopia

## Klasyfikacja końcowa
| 1. | Kenia                         |
| 2. | Egipt                         |
| 3. | Kamerun                       |
| 4. | Ghana                         |
| 5. | Tunezja                       |
| 6. | Demokratyczna Republika Konga |
| 7. | Madagaskar                    |
| 8. | Etiopia                       |